# Laura Bosio
Laura Bosio (Vercelli, 10 maggio 1953) è una scrittrice italiana.

## Biografia
Si laurea nel 1977 con una tesi di storia del cinema all'Università Cattolica del Sacro Cuore di Milano.
Il suo romanzo d'esordio, I dimenticati, ha ricevuto nel 1994 il Premio Bagutta nella sezione Opera Prima. Nel 1997 pubblica Annunciazione, vincitore del Premio Moravia e finalista al Premio Bergamo. Nello stesso anno ha collaborato alla sceneggiatura del film Le acrobate di Silvio Soldini.
Nel 2004 pubblica Teresina. Storie di un'anima, saggio biografico sulla figura di Teresa di Lisieux.
Nel 2007 con Le stagioni dell'acqua vince il Premio Letterario Basilicata ed è finalista al Premio Strega, al Premio letterario nazionale per la donna scrittrice e al Premio Stresa di Narrativa.
Nel 2012 è per la seconda volta finalista al "Premio letterario nazionale per la donna scrittrice" con Le notti sembravano di luna.

## Opere
- I dimenticati, Feltrinelli, 1993
- Annunciazione, Arnoldo Mondadori Editore, 1997.
- La preghiera di ognuno, Mondadori, 1998. (curatrice, raccolta di preghiere)
- La ricerca dell'impossibile: voci della spiritualità femminile, Mondadori, 1999. (curatrice)
- Le ali ai piedi, Mondadori, 2002.
- Teresina. Storie di un'anima, 2004.
- Le stagioni dell'acqua, Longanesi, 2007,
- Le notti parevano di luna, Longanesi, 2012.
- Una scuola senza muri, Enrico Damiani Editore, 2019.
- Erba matta, Aboca Edizioni, 2021